# Trung tâm chi phí (doanh nghiệp)
Một trung tâm chi phí là một bộ phận trong một doanh nghiệp mà chi phí có thể được phân bổ.  Thuật ngữ này bao gồm các bộ phận không sản xuất trực tiếp nhưng phải chịu chi phí cho doanh nghiệp, khi người quản lý và nhân viên của trung tâm chi phí không chịu trách nhiệm về lợi nhuận và quyết định đầu tư của doanh nghiệp nhưng họ chịu trách nhiệm về một số chi phí.

## Loại hình
Có hai loại trung tâm chi phí chính:
- Trung tâm chi phí sản xuất, nơi các sản phẩm được sản xuất hoặc chế biến.  Ví dụ về điều này là một khu vực lắp ráp.
- Trung tâm chi phí dịch vụ, nơi dịch vụ được cung cấp cho các trung tâm chi phí khác.  Ví dụ về điều này là bộ phận nhân sự hoặc căng tin.[4]

## Ví dụ
- Bộ phận tiếp thị
- Nguồn nhân lực
- Nghiên cứu và phát triển
- Văn phòng làm việc
- Đảm bảo chất lượng
- Kỹ thuật
- Hậu cần [5]
- Tạp vụ

Trung tâm chi phí có thể được cắt giảm xuống các nhiệm vụ tách biệt nhỏ nhất trong các Phòng ban.  Không cần thiết phải coi các phòng ban là trung tâm chi phí hoàn toàn.  Một số công ty áp dụng một cách tiếp cận khác nhau khi điều trị trung tâm chi phí.     

## Chi phí cụ thể theo chức năng
Chức năng chính của một trung tâm chi phí là theo dõi tất cả các chi phí được liên kết với một chức năng nhất định.  Ví dụ: bằng cách xem xét một trung tâm cuộc gọi như một đơn vị độc lập, công ty có thể tính toán số tiền chi tiêu mỗi năm cho dịch vụ hỗ trợ 1-800 của mình.  Nếu một trung tâm chi phí không được coi là độc lập thì sẽ mất rất nhiều nỗ lực trong việc đo lường chi phí cung cấp dịch vụ này bởi vì nó sẽ bao gồm việc chia toàn bộ nhân sự và hóa đơn điện thoại của công ty mỗi tháng.

## Lợi ích
Có rất nhiều lợi ích của một trung tâm chi phí bao gồm:
- Giám sát hiệu quả - Các trung tâm chi phí có lợi vì chúng cho phép hiệu quả của tất cả các khía cạnh trong một công ty được giám sát chặt chẽ.
- Sự tự tin của nhân viên - Việc ủy quyền diễn ra khi khiến nhân viên chịu trách nhiệm về trung tâm chi phí là một cách để cải thiện sự tự tin.[7]
- Ngăn ngừa tổn thất - Các trung tâm chi phí cố gắng cập nhật các quy trình, hiệu quả hơn và tiết kiệm tiền để họ có thể giảm chi phí.  Các trung tâm chi phí cố gắng trang trải tất cả các chi phí của họ với việc bù đắp doanh thu bằng cách giảm chi phí và tạo ra doanh thu không dự đoán được, do đó ngăn ngừa tổn thất.
- Tăng lợi nhuận - Nếu một trong những trung tâm chi phí bị loại bỏ khỏi một công ty thì nó có tác động tiêu cực đến biên lợi nhuận của công ty đó.  Ví dụ: nếu một bộ phận nhân sự bị loại bỏ thì các chức năng việc làm cơ bản và các quy trình kinh doanh thiết yếu không thể được thực hiện sẽ ảnh hưởng tiêu cực đến lợi nhuận của công ty.[8]
- Hiệu quả quản lý - Người quản lý so sánh dữ liệu chi phí từ các khoảng thời gian khác nhau để xem liệu trung tâm chi phí đang trở nên có lợi hơn hay ít hơn.  Nói chung, một người cụ thể (người quản lý trung tâm chi phí) phải chịu trách nhiệm về chi phí phát sinh trong trung tâm chi phí dưới sự kiểm soát của mình, trong trường hợp đó, việc thu thập và so sánh chi phí có thể thúc đẩy người quản lý làm việc hiệu quả hơn.[9]

## Hạn chế
Có một vài nhược điểm của trung tâm chi phí bao gồm:
- Tác động tiêu cực đến các bộ phận khác - mặc dù chi phí vận hành một bộ phận cụ thể rất đơn giản để tính toán, các trung tâm chi phí là nguồn khích lệ cho các nhà quản lý để lấp đầy các yếu tố của họ để có thể có lợi cho trung tâm chi phí, có thể gây ảnh hưởng có hại cho các bộ phận khác trong công ty [8]
- Khó theo dõi hiệu quả - Thật khó để theo dõi hiệu quả của các trung tâm này.[7]
- Lợi nhuận không thể được kiểm soát - Hiệu suất phân chia chỉ có thể được đánh giá về mặt chi phí vì lợi nhuận không nằm trong tầm kiểm soát của người quản lý.[10]
- Hiệu quả và năng suất không thể được đánh giá đúng - trong một trung tâm chi phí, kết quả của một quyết định được tính bằng chi phí; những thành tựu của trung tâm chi phí không được đo lường về mặt tài chính, do đó khó có thể đánh giá hiệu quả và năng suất hợp lý.[11]

## Sự khác biệt giữa trung tâm chi phí và trung tâm lợi nhuận
Một trung tâm chi phí làm tăng thêm chi phí của một công ty trong khi một trung tâm lợi nhuận làm tăng thêm chi phí và lợi nhuận của công ty.  Hơn nữa, mục tiêu chính của trung tâm chi phí là tối thiểu hóa chi phí trong khi mục tiêu chính của trung tâm lợi nhuận là tối đa hóa lợi nhuận.  Các trung tâm lợi nhuận cung cấp một phép đo hiệu suất rộng hơn và tổng quát hơn so với trung tâm chi phí.  Trong trung tâm chi phí, người quản lý chỉ chịu trách nhiệm về chi phí trong khi ở trung tâm lợi nhuận, người quản lý chịu trách nhiệm về chi phí và lợi nhuận.  Trong những tình huống như thế này khi người quản lý chịu trách nhiệm cho cả hai, lợi nhuận và chi phí, sự đóng góp của mỗi người quản lý cho mục tiêu của công ty trở nên dễ dàng hơn để đo lường.